# Aregonda
Aregonda o Arnegonda (510/520 – Parigi, 570/580) fu regina dei Franchi Sali di Austrasia del nord e della Guascogna dal 533 circa, quale moglie (bigama) del merovingio Clotario I.

## Biografia

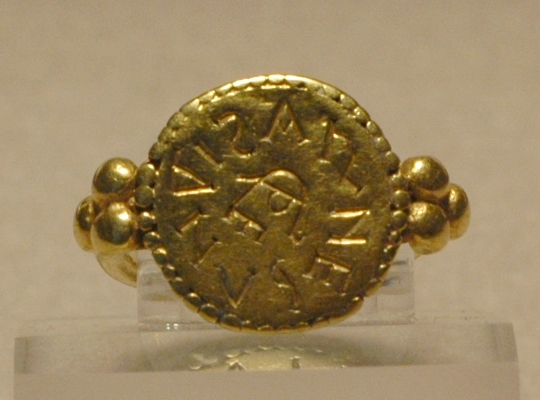
Anello d'oro con il sigillo di Aregonda

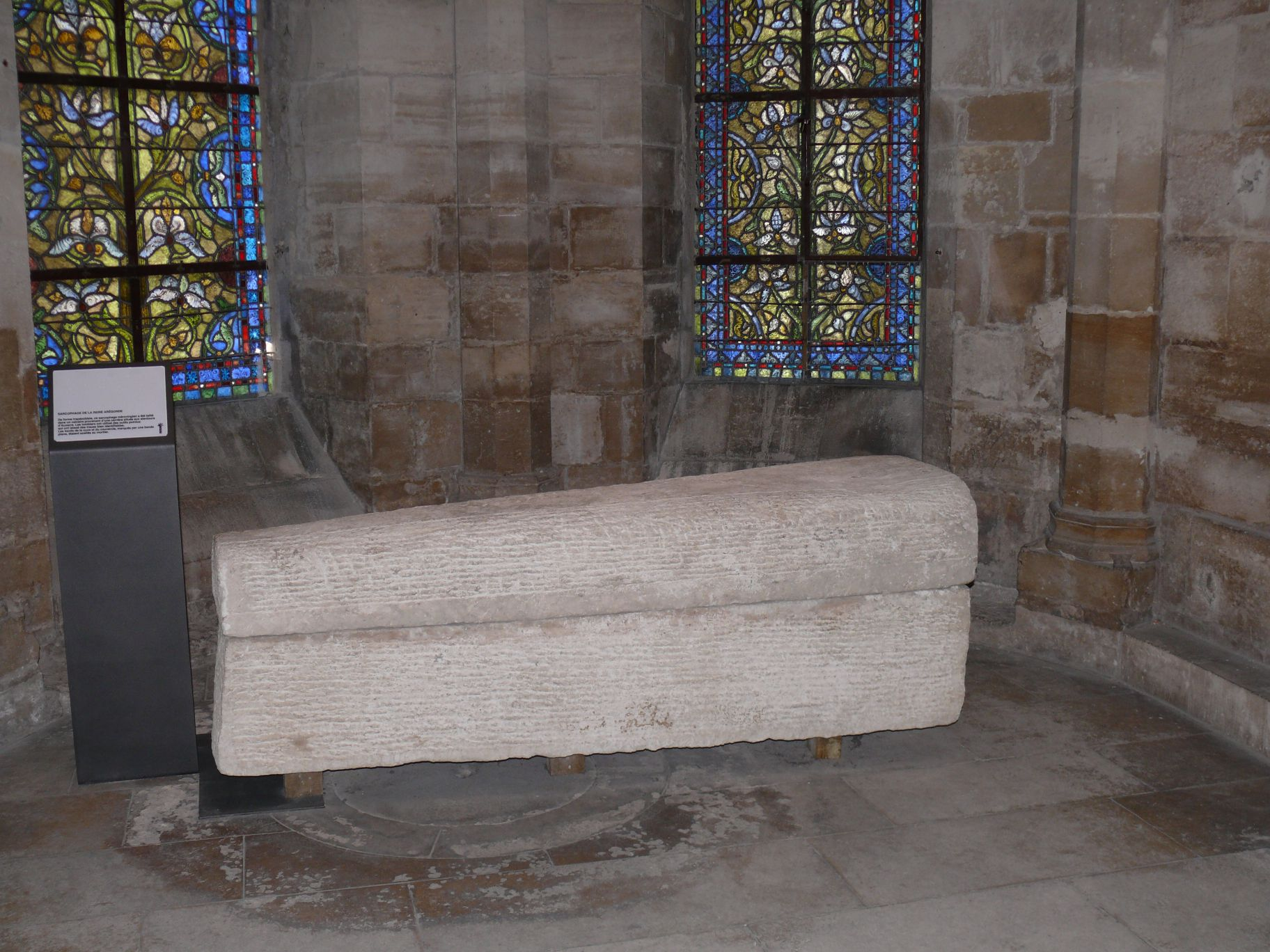
Sarcofago della regina Aregonda, nella basilica di Saint-Denis

Secondo il vescovo Gregorio di Tours (536 – 597) Aregonda, di cui non si conoscono gli ascendenti, era una delle mogli di Clotario I. Secondo Gregorio di Tours Aregonda era la sorella di Ingonda, che secondo lo storico francese Christian Settipani, esperto di genealogie era stata già l'amante di Clotario per diversi anni, e nel 532 circa ne era divenuta la moglie.
Aregonda era divenuta moglie (bigama) di Clotario poco tempo dopo il matrimonio della sorella, essendo Ingonda ancora viva. A detta di Gregorio di Tours Ingonda aveva chiesto al re suo marito di trovare un buon partito per la sorella; essendo Clotario alquanto libidinoso, fu attratto dalla bellezza di Aregonda e la sposò. Tornando poi dalla moglie le disse: «Non ho trovato nessuno meglio di me».
Così Clotario convisse con le due sorelle entrambe sue mogli.
Di Aregonda non si conosce l'anno della morte.
Nel 1959 lo storico e archeologo francese Michel Fleury scoprì, nell'abbazia di Saint-Denis, alla periferia di Parigi, tra molte altre, la tomba di Aregonda, ricca di monili e vestiario, riconosciuta come tale per un anello con sigillo recante la scritta latina Arnegonda Regina. Da un'analisi dello stato dello scheletro della regina si stabilì che la morte doveva essere avvenuta tra il 565 ed il 570 (all'età di circa cinquant'anni); ma da un'analisi più recente sui vestiti e sull'arredamento funerario compiuta da Patrick Périn la morte di Aregonda si fa risalire a circa un decennio dopo, tra il 572 ed il 583.
Fu il primo personaggio reale sepolto nella basilica di Saint-Denis, divenuta da allora necropoli reale di Francia.
In un episodio della serie televisiva Digging for the Truth, andata in onda a maggio del 2006 su History Channel, l'ospite della trasmissione, Josh Bernstein, presentò un test del DNA di un campione dei resti di Aregonda, per vedere se presentava caratteristiche mediorientali, cosa che non fu. Con questo egli intendeva smentire la tesi sostenuta nel libro Il codice da Vinci che i Merovingi discendessero da Gesù; siccome però Aregonda era sposa di un membro della dinastia il risultato del test fu, a questo scopo, del tutto irrilevante.

## Figli
Ingonda a Clotario I diede un figlio:
- Chilperico (circa 535 - 584), re dei Franchi

### Fonti primarie
- (LA)  Gregorio di Tours, Historia Francorum